# Diazo(trimethylsilyl)methaan
Diazo(trimethylsilyl)methaan of trimethylsilyldiazomethaan (TMSD) is een diazoverbinding die in de organische chemie veel gebruikt wordt als methyleringsreagens.
Trimethylsilyldiazomethaan is een alternatief voor diazomethaan, omdat het minder gevaarlijk is en stabieler dan diazomethaan. Diazomethaan is een carcinogene en explosieve stof en de bereiding ervan vereist de nodige veiligheidsmaatregelen. De uitgangsstoffen zijn bovendien mutageen en ook carcinogeen.

## Synthese
Een mogelijke bereidingsmethode voor diazo(trimethylsilyl)methaan gaat uit van chloormethyltrimethylsilaan, dat met magnesium reageert tot het overeenkomstige Grignardreagens, dat vervolgens met difenylfosforzuurazide in reactie wordt gebracht.

## Eigenschappen en toepassingen
Diazo(trimethylsilyl)methaan is niet carcinogeen of explosief, is eenvoudiger te bereiden en is commercieel verkrijgbaar als een oplossing in een koolwaterstof, zoals n-hexaan of in di-ethylether.
Diazo(trimethylsilyl)methaan vormt met een carbonzuur en in aanwezigheid van methanol de corresponderende methylester van het carbonzuur:
{\displaystyle {\ce {R{-}COOH + (CH3)3SiCHN2 + CH3OH -> R{-}COOCH3 + N2 + (CH3)3SiCH2OCH3}}}
Deze reactie wordt ook gebruikt in de analytische scheikunde voor de bepaling van carbonzuren. De methylesters van de carbonzuren (bijvoorbeeld van penicilline) zijn gemakkelijk te identificeren met behulp van GC/MS-analyse (gaschromatografie en massaspectrometrie).
In vergelijking met diazomethaan verloopt de veresteringsreactie langzamer, en er is methanol nodig. Bovendien kan trimethylsilyldiazomethaan nevenreacties aangaan, wat met diazomethaan minder het geval is. Deze ongewenste nevenproducten verlagen de nauwkeurigheid van de analyse, alsook de reactieopbrengst. Door de optimalisatie van de procedure (juiste keuze van reactietijden, -temperaturen, oplosmiddel en katalysator) kan men met diazo(trimethylsilyl)methaan toch betere resultaten verkrijgen dan met diazomethaan.
Diazo(trimethylsilyl)methaan wordt ook gebruikt in de Arndt-Eistert-reactie (in plaats van diazomethaan).